# Anopheles gomezdelatorrei
Anopheles gomezdelatorrei este o specie de țânțari din genul Anopheles, descrisă de Levi-castillo în anul 1955.
Este endemică în Ecuador. Conform Catalogue of Life specia Anopheles gomezdelatorrei nu are subspecii cunoscute.